# Мерлин
 Тази статия е за личността Мерлин.  За едноименния сериал вижте Приключенията на Мерлин.  
Мерлин Мъдрия е магьосникът от легендата за крал Артур. В литературата и филмите той е представен като мъдър съветник на крал Артур, жрец и вдъхновител на братството на рицарите от Кръглата маса. Крал Артур винаги се вслушва в неговите съвети, защото Мерлин притежава прорицателска дарба.
Произходът и личността на Мерлин са представени различно. Средновековните автори го разглеждат като принц или син на дявола. В днешните филми Мерлин се представя понякога като друид, един от последните представители на залязващата вяра. Средновековните автори го описват не само като велик магьосник или предсказател, но понякога и като инженер, който измислил съоръженията чрез които е бил изграден Стоунхендж.

## Филми и телевизия
- Мерлин изиграва важна роля във филма от 1981 г. Екскалибур, грубо базиран на Le Morte D'Arthur от Мелъри. Актьорът Никол Уилямсън играе в ролята.
- В епизод на Доктор Кой от 1989 г., озаглавен Бойно поле, се разбира че Мерлин е бъдещо въплъщение на Доктора.
- Лоурънс Нейсмит се появява като Мерлин във филмовата версия на музикалната пиеса Камелот (по романа на Т. Х. Уайт The Once and Future King). В анимационния филм на Уолт Дисни от 1963 г. Мечът в камъка (също по труда на Уайт) Мерлин е озвучен от Карл Суенсън.
- В минисериала от 1998 г. Мерлин, главният герой се изправя срещу езическата богиня кралица Маб.
- През 2006 г. и 2007 г. продуцираните във Ванкувър телевизионни серии на Старгейт SG-1 използват Мерлин и легендата за крал Артур като основни сюжетни точки в сезони 9 и 10. Мерлин е изобразен като Древен, чиито изключителни познания за вселената са източник на множество елементи от легендите.
- През 2008 г. BBC създава телевизионен сериал с името Приключенията на Мерлин, който се отклонява значително от по-традиционните версии на мита, изобразявайки Мерлин като връстник на Артур и Нимуей като зла магьосница, отдадена на неговата смърт.
- Мерлин е протагонист и във фентъзи филма от 2008 г. Merlin and the War of the Dragons, създаден косвено по легендите за крал Артур. Във филма Мерлин е изигран от Саймън Лойд Робъртс.
- Мерлин е и второстепенен герой във филма от 2001 г. по едноименния роман Мъглите на Авалон, който пресъздава предимно историята на женската част от легендата – Моргана Ла Фей, сестрата на крал Артур, Гуинивиър, Вивиън и Моргейз.